# Уолсингем, Томас (придворный)
Томас Уолсингем (англ. Thomas Walsingham; ок. 1561 — 11 августа 1630) — придворный английской королевы Елизаветы I, покровитель таких поэтов, как Т. Уотсон, Т. Нэш, Дж. Чапмен и К. Марло.

## Биография
Уолсингем был третьим сыном в семье сэра Томаса Уолсингема (1526—1584), кентского землевладельца, и внуком сэра Эдмунда Уолсингема, придворного Генриха VIII и лейтенанта Лондонского Тауэра.
Приходился двоюродным племянником сэру Фрэнсису Уолсингему.
В октябре 1580 года сэр Фрэнсис назначил Томаса одним из курьеров между Английским королевским судом и английским посольством во Франции.
В августе 1581 года сопровождал сэра Фрэнсиса на важную дипломатическую миссию в Париж: заключение брака между королевой Елизаветой и французским наследником, Франциском де Валуа.
В 1584 году возглавил разведотряды против католицизма в Англии.
В 1589 году, со смертью отца и старших братьев Гульдфорда и Эдмунда, Томас унаследовал все состояние семьи, в том числе родовое имение Скэдбари (Кент); но от Эдмунда ему достались и долги, за которые Уолсингем недолго просидел в тюрьме.
В 1590 году Уолсингем отказался от поста главы разведки и вернулся в родовое имение. В 1596 году назначен кентским мировым судьей. Томас организовал местную оборону против Непобедимой армады.
Вскоре он был посвящён в рыцари.
В 1597 году избран членом парламента от Рочестера.
Скончался в Скэдбари 11 августа 1630 года.